# Rudolf Tillessen
Rudolf Tillessen (* 3. März 1857 in Düsseldorf; † 22. Dezember 1926 in Mannheim) war ein deutscher Architekt.

## Werdegang
Tillessen stammte aus einer gutbürgerlichen Familie und hatte neun Geschwister. Sein Vater Johann Wilhelm Tillessen war preußischer Proviantmeister, seine Mutter Margarete eine gebürtige Hesse-Theis. Nach zahlreichen Versetzungen des Vaters kam die Familie 1872 nach Mannheim. Tillessen studierte von 1875 bis 1879 Architektur an der Polytechnischen Schule Karlsruhe und bereiste anschließend Italien, Frankreich und die Niederlande. Dabei hospitierte er auch bei dortigen Architekten.
1883/1884 war er kurzzeitig als Angestellter sowohl bei Rudolf Opfermann in Mainz als auch bei Wilhelm Manchot in Mannheim tätig. 1885 machte er sich selbständig. Aus den folgenden Jahren ist nahezu nichts bekannt, auch von Tillessen selbst sind keine Äußerungen zu diesem Zeitabschnitt überliefert. Erst ab 1895, als er sich an dem Architekturwettbewerb für den „Wasserturmplatz“ (Friedrichsplatz) in Mannheim beteiligte, ist mehr bekannt. Besonders im ersten Jahrzehnt des 20. Jahrhunderts wurden nach seinen Entwürfen zahlreiche Villen in der Mannheimer Oststadt sowie Wohn- und Geschäftshäuser in der Altstadt errichtet.
Seit 1920 führte er ein gemeinsames Büro mit dem Architekten Wilhelm W. Hoffmann. In Anerkennung seines Lebenswerks erhielt er von seiner Karlsruher Hochschule noch kurz vor seinem Tod die Ehrendoktorwürde (als Dr.-Ing. E. h.).

## Werk

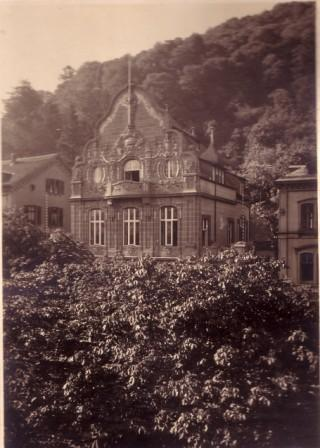
Corpshaus der Suevia Heidelberg, 1905

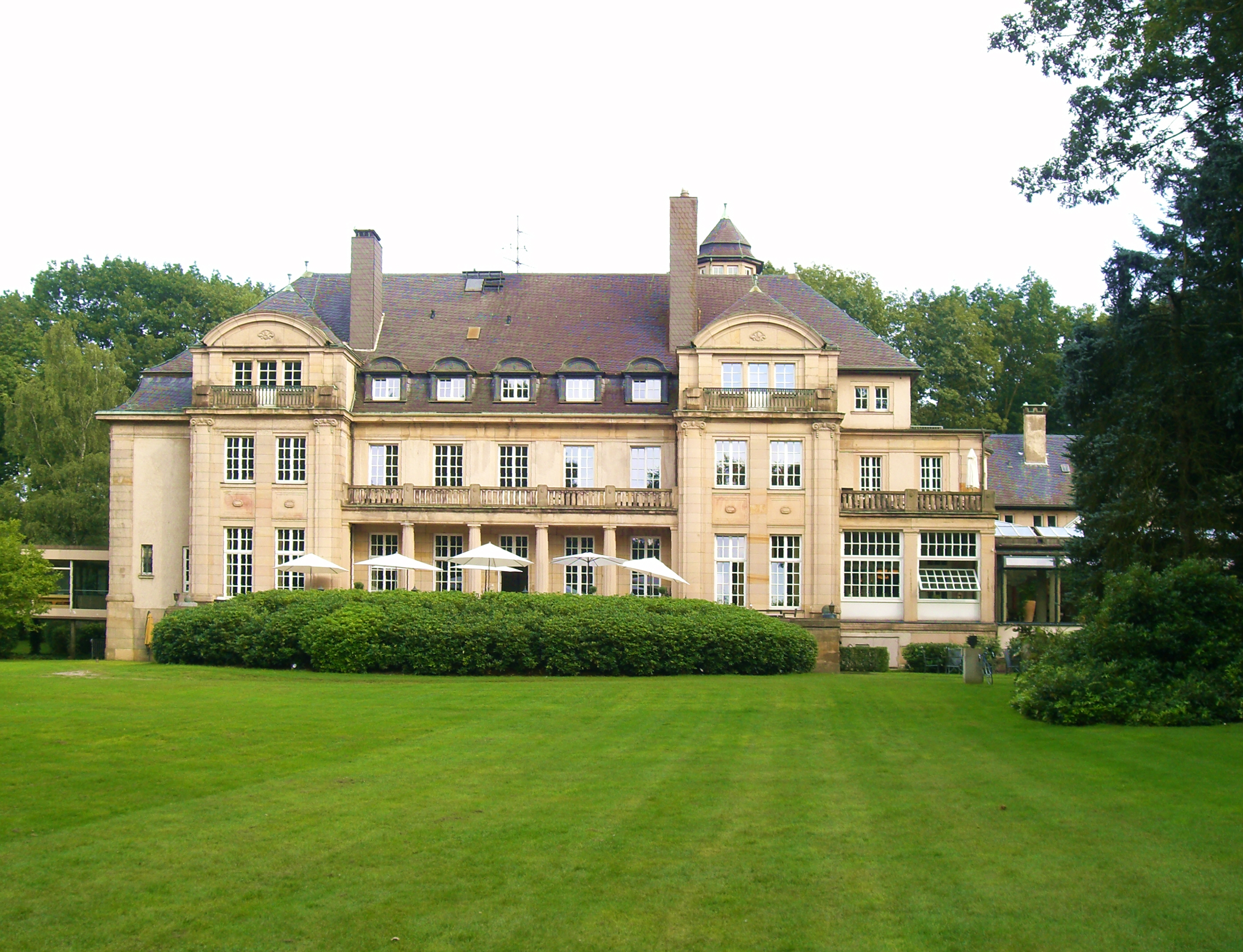
Villa Küchen, 1913

### Bauten und Entwürfe
- 1898: neugotische Häusergruppe Lameystraße 6, 8, 10 und 12 in Mannheim[2][4]
- 1899–1900: katholisches Vereinshaus Bernhardushof in Mannheim, Breite Straße[2]
- 1902: eigenes Wohnhaus mit Architekturbüro in Mannheim, Lachnerstraße 5 (verändert)
- 1903: Grabmal der Familie Felix Bassermann in Mannheim[5]
- 1903–1905: Villa für den Unternehmer Friedrich Engelhorn in Mannheim, Werderstraße 44 (erheblich verändert)[6]
- 1904–1905: Corpshaus des Corps Suevia Heidelberg in Heidelberg, Am Klingenteich[7]
- 1905–1906: Villa Würzweiler in Mannheim, Mollstraße 47[8]
- 1906: Villa Freudenberg in Weinheim[4]
- 1906: Doppelvilla Weil / Eckhard in Mannheim, Viktoriastraße 26/28[4]
- 1907: Villen Darmstädter und Reuther an der Werderstraße in Mannheim[9]
- 1908–1909: Villa Haas in Mannheim, Maximilianstraße 5[10]
- 1908–1909: Villa Krieger in Mannheim, Maximilianstraße[10]
- 1909–1910: Elizabeth-Duncan-Tanzschule auf der Marienhöhe bei Darmstadt[10]
- 1909–1912: Villa Reverchon in Trier-Pallien, Römerstraße 100 (unter Denkmalschutz)[2]
- 1913: Villa Küchen in Mülheim an der Ruhr, Uhlenhorstweg 29–36[2]
- 1922–1923: Häuser an der Medicusstraße in Mannheim[2]
- 1924: Häuser an der Bassermannstraße in Mannheim[11]
- 1926: Villa für die Unternehmer-Witwe Gisella Lanz geb. Giulini (1885–1980) in Mannheim, Spinozastraße 7[2]

Schriften
- Das Großherzogliche Schloss zu Mannheim. Ausgewählte Innendekorationen. Mannheim 1897.
- Das Bretzenheimsche Palais. In: Mannheimer Geschichtsblätter, 1. Jahrgang 1900, S. 131–134.
- Die Eremitage zu Waghäusel. Mannheim 1909.
- Einzelhäuser und Villen. In: Architekten- und Ingenieur-Verein Mannheim-Ludwigshafen (Hrsg.): Mannheim und seine Bauten. Mannheim 1906, S. 305–358.

## Privatleben
1890 heiratete er Maria Grütering aus Dinslaken. Zwischen 1891 und 1897 wurden dem Ehepaar vier Söhne und zwei Töchter geboren. 1896 kaufte er in Mannheim das Wohn- und Geschäftshaus C 9, 5/6, das er umbaute und erweiterte. 1902 zog die Familie in eine „Halbvilla“ an der Lachnerstraße in Mannheim, wohin er auch sein Büro verlegte. Diesen Standort behielt er bis 1911 bei. 1914 fielen zwei seiner Söhne im Ersten Weltkrieg. In dieser Zeit wurde auch seine Ehe geschieden. 1916 heiratete er in zweiter Ehe Mathilde Hummel (* 29. März 1883 Straßburg; † 10. Juli 1937 Frankfurt am Main), die als Schauspielerin unter dem Namen Thila Hummel seit 1902 am Mannheimer Hoftheater tätig war; die Ehe bestand offenbar nicht lange, Hummel wechselte 1917 ans Wiesbadener Hoftheater. Kriegsbedingt und stilistisch aus der Zeit gefallen hatte er auch wirtschaftlich wenig Erfolg. Zahlreiche Umzüge innerhalb Mannheims sind belegt. Nach seinem Tod wurde er auf dem Hauptfriedhof Mannheim beigesetzt.

## Gesellschaftliches Engagement
Von 1897 bis 1905 war Rudolf Tillessen Stadtverordneter in Mannheim. Er war im städtischen Vereinsleben rege aktiv. Seit 1904 gehörte er in wechselnden Funktionen, meist dem Vorstand, dem Mannheimer Kunstverein an. Engagiert war er weiter im Kunstgewerbeverein Pfalzgau. Außerdem leitete er die Ortsgruppe Mannheim im 1903 gegründeten Bund Deutscher Architekten und organisierte in dieser Eigenschaft die Baukunstausstellung Mannheim 1909.